# Jüdischer Friedhof Tiengen
Der Jüdische Friedhof Tiengen ist ein jüdischer Friedhof in Tiengen, im Landkreis Waldshut im südlichen Baden-Württemberg.

## Lage
Der jüdische Friedhof liegt an der Feldbergstraße Richtung Gurtweil.
Ursprünglich lag er weit außerhalb der Ortschaft, inzwischen ist er von Wohnbebauung umgeben. Der Norden ist vom Bahndamm der Hochrheinbahn begrenzt, die anderen
Seiten von Mauern umgeben.

## Geschichte
Der jüdische Friedhof in Tiengen entstand um 1760. Die ersten Juden siedelten sich 1454 in Tiengen an. Nach vorübergehender Vertreibung (1675) wurden 1718 wieder zwei jüdische Familien in Tiengen ansässig. Da eine Bestattung auf dem christlichen Friedhof nicht möglich war, pachtete die jüdische Gemeinde ein Gelände außerhalb der Stadt. 1871 lebten schon 197 Juden in der Stadt, was fast 20 % der Gesamtbevölkerung ausmachte. Am 23. Oktober 1903 wurde der Friedhof das erste Mal Opfer von Schändungen. 37 Grabsteine wurden von Hand umgestoßen. 1933 lebten noch 46 Juden in der Stadt und 1936 nur noch 27. Die letzte Beerdigung auf dem Friedhof fand 1936 statt.
Am 9. November 1938, in der Reichskristallnacht, wurden in Tiengen Synagoge und Geschäfte der Juden zerstört. In den Tagen danach begab sich ein Tiengener Landwirt mit seinen Pferden zum Friedhof, brach dort das Tor auf und zerstörte den Friedhof, indem er die Grabsteine mit Hilfe der Pferde umlegte. Nur drei Grabsteine aus den Jahren 1764, 1790 und 1793 überstanden diese Schändung, weil sie zu dieser Zeit unter hohem Gestrüpp nicht zu sehen waren. Die zertrümmerten Grabsteine wurden später an Steinmetze verkauft und zum Bau einer Stützmauer am Seilerbergweg verwendet, wo sie noch bis ins Jahr 2000 zu sehen waren. Die Einheimischen nannten diese Mauer Die Tiengener Klagemauer oder die Schandmauer vom Seilerberg.
Mit der Deportation der letzten vier verbliebenen jüdischen Einwohnern am 22. Oktober 1940 in das Internierungslager Gurs endete die fast 500-jährige jüdische Geschichte von Tiengen. Nach dem Krieg wurde der Friedhof 1946 als Gedenkstätte wiedereröffnet. Ein großer Gedenkstein enthält die Namen von 50 seit 1889 hier beigesetzten jüdischen Bewohnern aus Tiengen, Waldshut und St. Blasien. Die Anzahl der tatsächlich hier ruhenden Juden ist aber wesentlich höher. 
Im Jahr 2000 wurden die Grabsteine der Stützmauer zum Friedhof zurückgebracht und aus den einzelnen Fragmenten eine Gedenkstätte errichtet mit der Inschrift: Zur Erinnerung an das Verbrechen der Gräberschändung durch Nationalsozialisten im Jahre 1938. Im Zeichen der Versöhnung wurden die zerstörten Grabsteine im Jahre 2000 zurückgeführt.

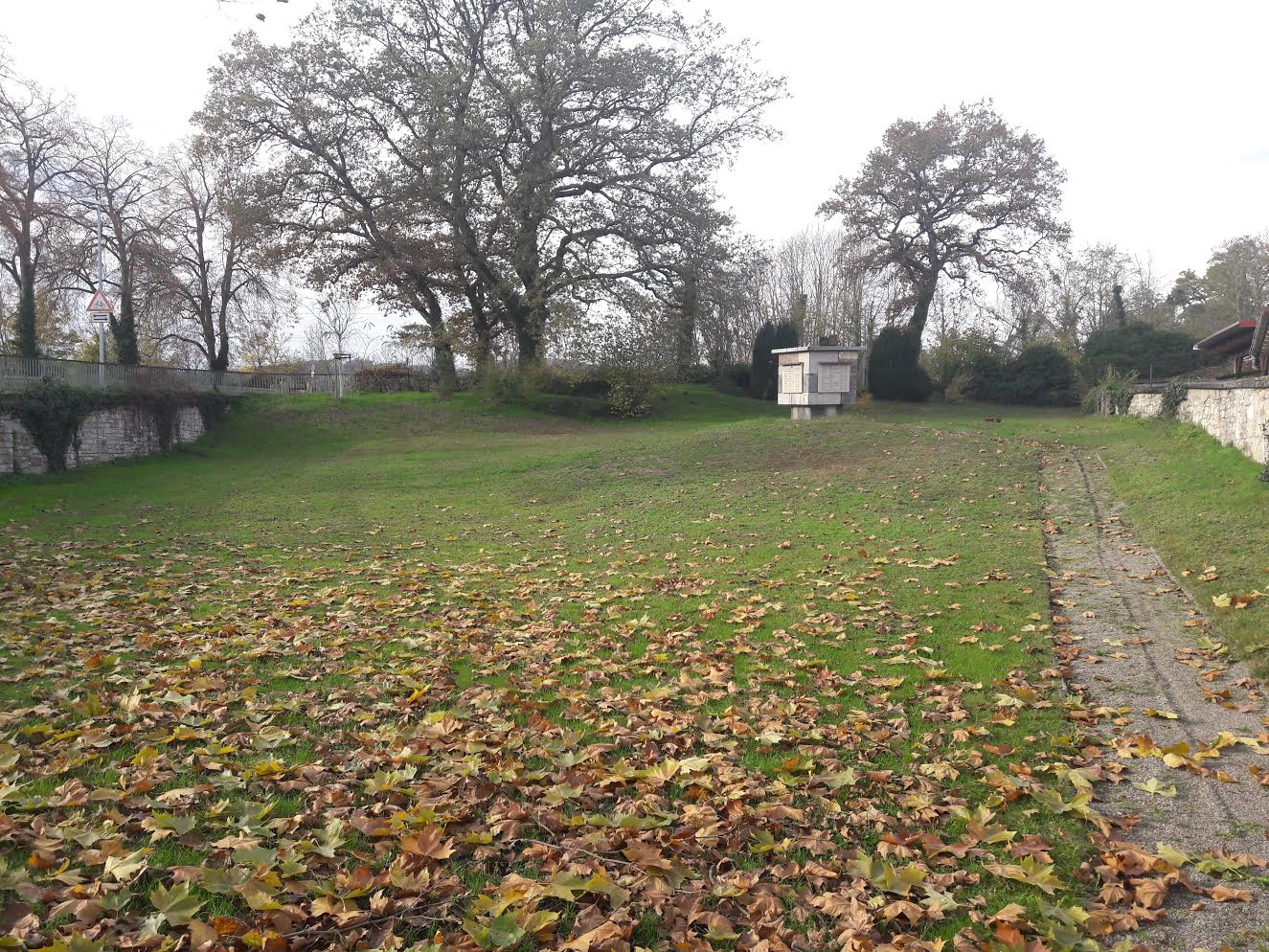
Friedhofsgelände
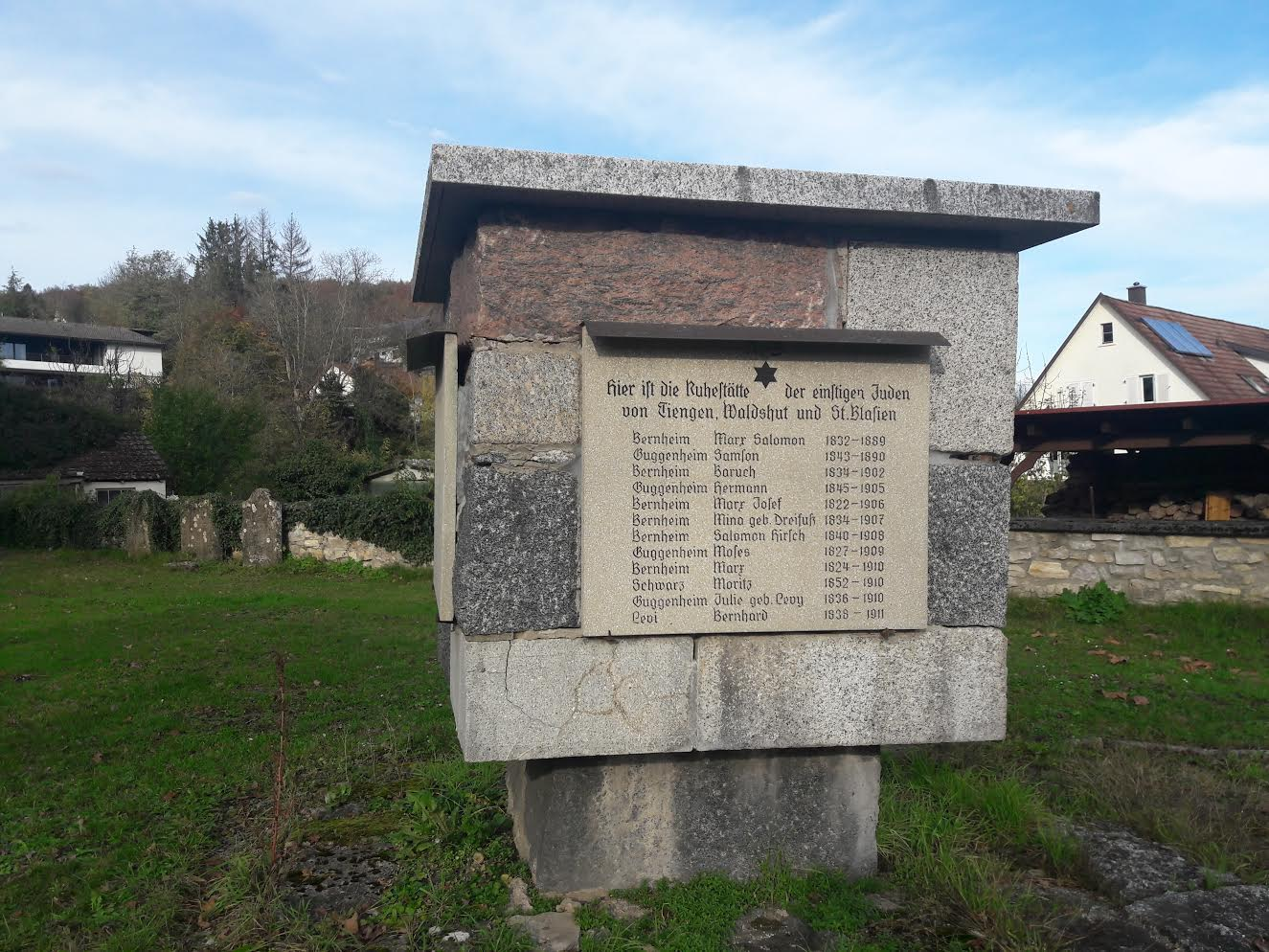
Gedenktafel für die Gräber
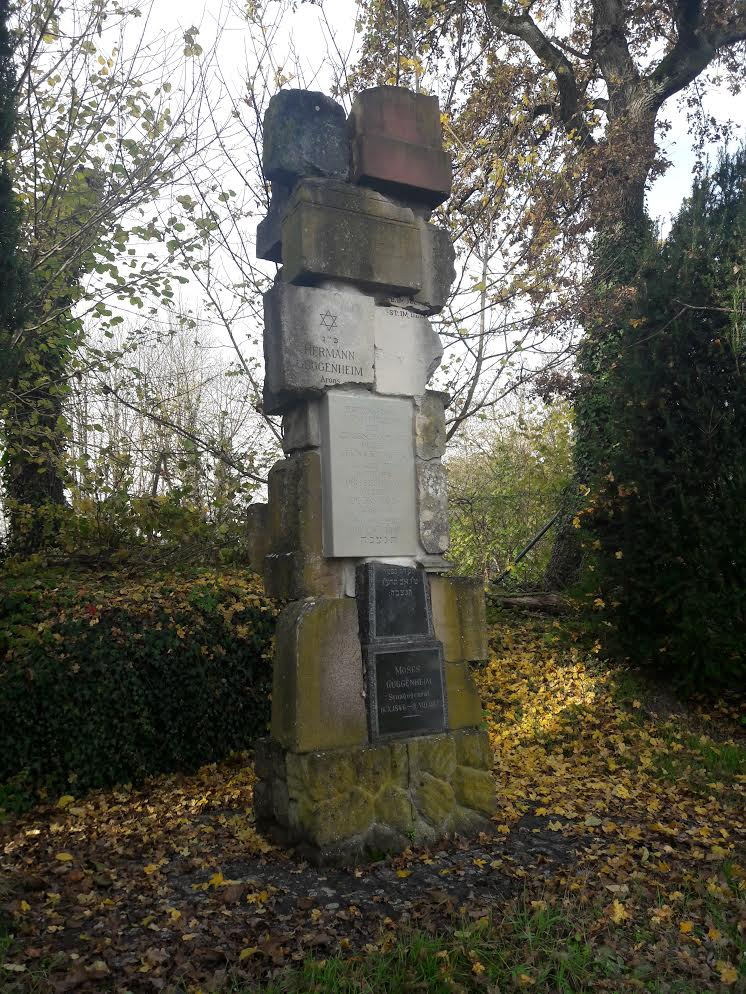
Gedenksäule aus alten Grabsteinen
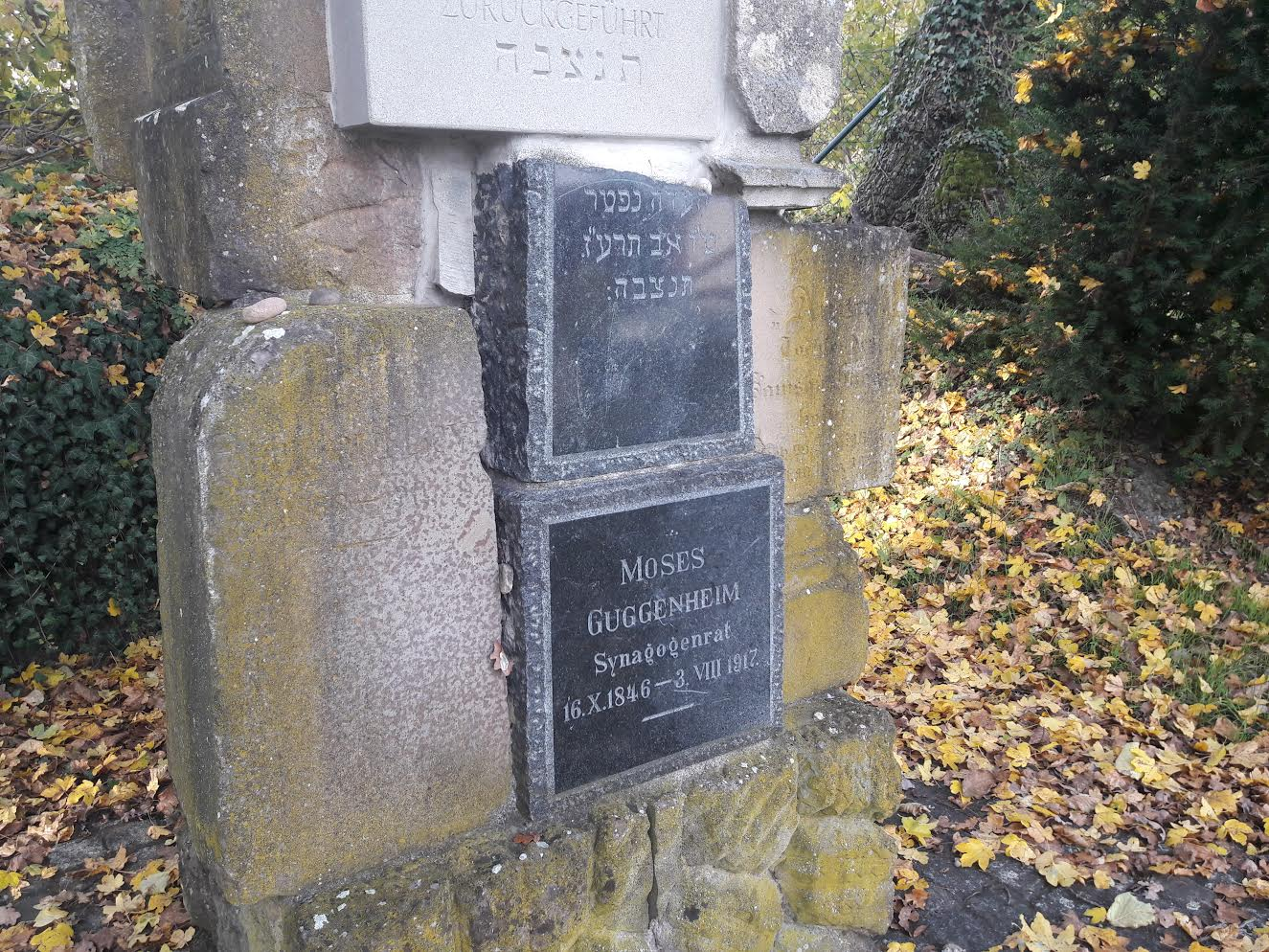
Gedenksäule
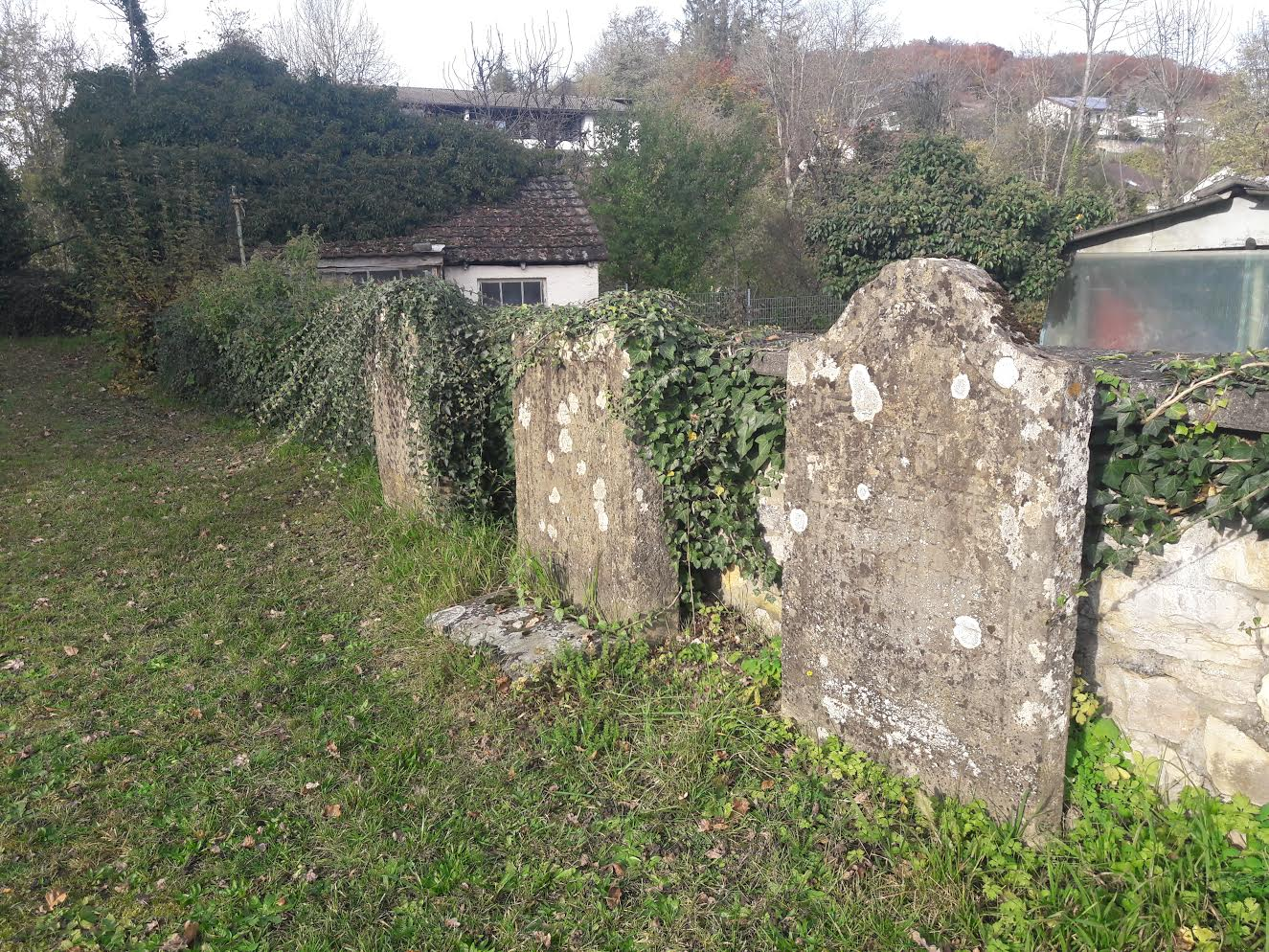
Die drei ältesten unversehrten Grabsteine